# Балашов I
Балашо́в I — узловая железнодорожная станция Мичуринского региона Юго-Восточной железной дороги в городе Балашове Саратовской области.

## Деятельность
На станции осуществляются:
- продажа пассажирских билетов,
- приём и выдача багажа.

Недалеко от станции расположено локомотивное депо ТЧ-15.

## Пригородные поезда
| № электрички | Маршрут движения            | № электрички | Маршрут движения            |
| ------------ | --------------------------- | ------------ | --------------------------- |
| 6153         | Балашов — Поворино          | 6154         | Поворино — Балашов          |
| 6133         | Балашов — Обловка           | 6134         | Обловка — Балашов           |
| 6004         | Балашов — Ртищево           | 6003         | Ртищево — Балашов           |
| 6010         | Балашов — Ртищево           | 6009         | Ртищево — Балашов           |
| 6102         | Балашов — Ртищево           |              |                             |
| 6126         | Балашов — Ртищево           | 6123         | Ртищево — Балашов           |
| 6124         | Балашов — Салтыковка        | 6125         | Салтыковка — Балашов        |
| 6624         | Балашов — Благодатка        | 6625         | Благодатка — Балашов        |
| 7488         | Балашов — Ртищево           | 7487         | Ртищево — Балашов           |
| 6178         | Балашов — Елань-Камышинская | 6179         | Елань-Камышинская — Балашов |

## Поезда дальнего следования
| № поезда | Маршрут движения | № поезда | Маршрут движения |
| -------- | ---------------- | -------- | ---------------- |
| 343      | Москва — Балашов | 344      | Балашов — Москва |
| 379В     | Камышин — Москва | 380*Й    | Москва — Камышин |